# Актовая пересылка
Актовая пересылка — возникший в Италии, а затем прижившийся в Германии институт права, который в начале XX века был законодательством упразднён.
Согласно прежнему порядку судопроизводства судьям присвоено было право по собственному побуждению или же вследствие желания одной из сторон присылать по окончании судоговорения все акты одному или нескольким учёным юристам, мнение которых он затем обязывался опубликовывать.
В позднейшее время производилась пересылка в немногие уцелевшие выборные суды (в лейпцигский, именовавшийся с 1834 года ландсгерихтом, в иенский, тождественный с тамошним юридическим факультетом, и в Галле) или юридические факультеты.
Это право соответствовало местному средневековому обычаю, по которому суд отправлялся за советом к более опытному суду в том случае, если присяжные не могли прийти к соглашению.